# Psilocybe pseudobullacea
Psilocybe pseudobullacea är en svampart som först beskrevs av Petch, och fick sitt nu gällande namn av David Norman Pegler 1977. Psilocybe pseudobullacea ingår i släktet slätskivlingar och familjen Strophariaceae.   Inga underarter finns listade i Catalogue of Life.